# Norbert A'Campo
Norbert A'Campo (né en 27 avril 1941) est un mathématicien suisse travaillant sur la théorie des singularités. Il a obtenu son doctorat en 1972 à l'université Paris-Sud. En 1974, il était conférencier invité au congrès international des mathématiciens à Vancouver ; il a été élu président de la Société mathématique suisse en 1988. En 2012, il devient membre de l'American Mathematical Society.